# Познер, Эрик
Эрик Эндрю Познер (англ. Eric Andrew Posner; род. 5 декабря 1965, Чикаго) — американский юрист и правовед. Профессор права в Школе права Чикагского университета, где преподаёт международное право, договорное право, право о банкротстве и другие дисциплины. Сын Ричарда Познера, бывшего судьи Седьмого окружного апелляционного суда США.
Познер обучался в Йельском университете, где получил степени бакалавра и магистра философии с отличием (summa cum laude). В 1991 году он окончил Гарвардскую школу права со степенью доктора юриспруденции (J.D.) с отличием (magna cum laude). После этого он работал клерком у судьи Стивена Ф. Уильямса в Апелляционном суде округа Колумбия.

## Карьера
Познер начал свою преподавательскую карьеру в Школе права Пенсильванского университета, где работал с 1993 по 1998 год. В 1998 году он присоединился к Школе права Чикагского университета, где в настоящее время занимает должность именного профессора права Киркленд и Эллис, а также является научным руководителем кафедры Эстер Кейн. Он также был приглашённым профессором в Школе права Колумбийского университета и Школе права Нью-Йоркского университета.
С 1998 по 2011 год Познер был редактором The Journal of Legal Studies. Он является автором или соавтором множества книг и статей, посвящённых таким темам, как международное право, анализ затрат и выгод, а также конституционное право. В Чикагском университете он преподаёт курсы по антимонопольному праву, контрактам, международному публичному праву и регулированию финансов, среди прочих дисциплин.
С 2022 года Познер занимает должность советника помощника генерального прокурора по антимонопольным вопросам в Министерстве юстиции США.

## Научные взгляды
Книги Познера охватывают широкий круг тем, включая международное право, право внешних сношений, контракты и теорию игр в праве. В 2005 году он опубликовал комментарии по поводу суда над свергнутым президентом Ирака Саддамом Хусейном.
В июне 2013 года Познер принял участие в серии дебатов The New York Times Room for Debate вместе с Джамилем Джаффером, стипендиатом Open Society Foundations. Он ответил на опасения, связанные с расширенными программами Агентства национальной безопасности (NSA), собирающими данные о частной жизни граждан США. Критики таких программ утверждают, что сбор и хранение неограниченного количества метаданных является крайне инвазивной формой слежки. Познер, однако, заявил, что американцы готовы раскрывать личную информацию посторонним, например врачам и страховым компаниям, чтобы получать желаемые услуги. Он также утверждал, что с 2001 года не было ни одного случая использования информации, полученной для целей безопасности, для политических репрессий.
В 2015 году Познер стал соучредителем книжного обзора The New Rambler. В 2016 году его позиция в поддержку усиленной роли исполнительной власти подверглась критике со стороны Джереми Уолдрона в книге Political Political Theory, где утверждалось, что подход Познера недостаточно учитывает приоритеты законодательной ветви власти. В 2018 году Познер выступил соавтором статьи, в которой предлагалась система рыночно-ориентированных рабочих виз с частным спонсорством в качестве дополнения к иммиграционной политике США.
Познер призывает к более пристальному вниманию к роли эмоций в правовой теории. В своей работе Law and the Emotions (2001) он исследует влияние эмоционального принятия решений на юридические процедуры и рациональный выбор. Он утверждает, что американская правовая система, основываясь на когнитивной науке, часто игнорирует или не признаёт значимость эмоций в криминологии и теории контрактов. Например, преступление, совершённое в состоянии аффекта, может быть наказано строже или мягче в зависимости от того, что мотивировало преступника — ненависть или стыд.
Познер утверждает, что человек в эмоциональном состоянии редко действует на автомате, оставаясь в контроле над своими поступками. Хотя эмоциональное состояние может влиять на ценности, способности и предпочтения, действия человека всё же остаются процедурно упорядоченными. Это означает, что временные эмоциональные предпочтения не противоречат рациональности, так как конечное решение всегда остаётся результатом разумного выбора.

## Избранные публикации
Книги
- Law and Social Norms (Harvard University Press, 2000). ISBN 0-674-00814-6
- The Limits of International Law (Oxford University Press, 2005) (with Jack Goldsmith). ISBN 0-19-516839-9
- Terror in the Balance: Security, Liberty, and the Courts (Oxford University Press, 2007) (with Adrian Vermeule). ISBN 0-19-531025-X
- Perils of Global Legalism (University of Chicago Press, 2009) ISBN 0-226-67574-2
- Law and Happiness (University of Chicago Press, 2010) ISBN 0-226-67600-5
- Climate Change Justice (Princeton University Press, 2010) (with David Weisbach) ISBN 0-691-13775-7
- The Executive Unbound: After the Madisonian Republic (with Adrian Vermeule)(Oxford University Press 2011) ISBN 0-19-976533-2,
- Contract Law and Theory (Aspen 2011) ISBN 1-4548-1071-8
- Economic Foundations of International Law (Harvard 2013) (with Alan Sykes) ISBN 0-674-06699-5
- The Twilight of Human Rights Law (Oxford University Press 2014) ISBN 978-0-19-931344-0
- Radical Markets (Princeton University Press 2018) ISBN 978-0-691-17750-2 (with E. Glen Weyl)
- Last Resort: The Financial Crisis and the Future Bailouts (University of Chicago Press, 2018) ISBN 978-0-226-42006-6
- The Demagogue’s Playbook: The Battle for American Democracy from the Founders to Trump (All Points Books, 2020) ISBN 978-1-250-30303-5

Статьи
- «Understanding the Resemblance Between Modern and Traditional Customary International Law», 40 Va. J. Int’l Law 639 (2000; with Jack L. Goldsmith)
- «Law and the Emotions», 89 Georgetown Law Journal 1977 (2001)
- «Moral and Legal Rhetoric in International Relations: A Rational Choice Perspective», 31 J. Legal Stud. S115 (2002; with Jack Goldsmith)
- «Do States Have a Moral Obligation to Comply with International Law?», 55 Stan. L. Rev. 1901 (2003)
- «A Theory of the Laws of War», 70 U. Chi. L. Rev. 297 (2003)
- «Transnational Legal Process and the Supreme Court’s 2003—2004 Term: Some Skeptical Observations», 12 Tulsa Journal of Comparative and International Law 23 (2004)
- «Judicial Independence in International Tribunals», 93 Cal. L. Rev. 1 (2005; with John Yoo)
- «Optimal War and Jus ad Bellum», 93 Georgetown L.J. 993 (2005) (with Alan Sykes)
- «Terrorism and the Laws of War», 5 Chi. J. Int’l L. 423 (2005)
- «International Law and the Disaggregated State», 32 Fla. St. U. L. Rev. 797 (2005)
- «International Law and the Rise of China», 7 Chi. J. Int’l L. 1 (2006; with John Yoo)
- «International Law: A Welfarist Approach», 73 U. Chi. L. Rev. 487 (2006)
- «An Economic Analysis of State and Individual Responsibility Under International Law», Amer. L. & Econ. Rev. (forthcoming; with Alan Sykes)
- "Deference to the Executive in the United States after September 11: Congress, the Courts, and the Office of Legal Counsel, " 35 Harvard Journal of Law and Public Policy 213 (2012).

Блоги
- "Judges v. Trump: Be Careful What You Wish For, " The New York Times, February 15, 2017
- "A Threat That Belongs Behind Bars, " The New York Times, June 25, 2006
- «Apply the Golden Rule to al Qaeda?», The Wall Street Journal, July 15, 2006, p. A9
- «Bitcoin is a Ponzi scheme—the Internet’s favorite currency will collapse», Slate Magazine, April 11, 2013